# Јакимово
Јакимово (мкд. Јакимово) је насеље у Северној Македонији, у источном делу државе. Јакимово је у саставу општине Виница.

## Географија
Јакимово је смештено у источном делу Северне Македоније. Од најближег града, Кочана, насеље је удаљено 15 km источно.
Насеље Јакимово се налази на источном ободу Кочанског поља, плодне долине коју гради река Брегалница. Насеље је положено на приближно 390 метара надморске висине. Источно од насеља издиже се планина Голак.
Месна клима је континентална.

## Историја
По статистици секретара Бугарске егзархије, 1905. године Јакимово је национално мешовито село са 210 православних Словена и 50 Турака.

## Становништво
Јакимово је према последњем попису из 2002. године имало 1.101 становника.
Претежно становништво у насељу су етнички Македонци (99%), а остало су махом Цинцари.
Већинска вероисповест месног становништва је православље.